# 海與毒藥
海與毒藥（日语：／ Umi to Dokuyaku）是远藤周作1957年在日本發表的小說。

## 劇情
故事以第二次世界大战後期福冈县的醫院為舞臺（歷史原型是發生於九州帝國大學醫學部的九州大学活体解剖事件），當時日本因不斷受空襲而士氣低落。見習醫師勝呂參與了高級外科醫師戶田設計的一系列醫學實驗，包括活体解剖被俘的美軍飛行員。實驗明面的目的是確定患者死前能去除多少肺組織、向血液注入多少生理盐水與空氣，這都是治療席捲全國的结核病之關鍵知識。然而，這些驚人實驗的真正動機來自軍事的殘暴、醫院部門負責人之間的競爭，以及面對最終戰敗的虚无主义氣氛。

## 衍生作品
該作由熊井啟改編為同名電影，1986年上映。